# Mikronesisk storfotshöna
Mikronesisk storfotshöna (Megapodius laperouse) är en fågel i familjen storfotshöns inom ordningen hönsfåglar.

## Utseende och läte
Mikronesisk storfotshöna är en medelstor storfotshöna med en kroppslängd på 38 centimeter, mörk med ljusare huvud. Fågeln är mestadels brunsvart med en kort blekgrå tofs. Näbben är gul och i ansiktet genomlyser röd hud genom tunn befjädring. De smutsgula benen och fötterna är ovanligt stora. Lätet är ett högtljutt kiik och sången utförs ofta i duett.

## Utbredning och systematik
Mikronesisk storfotshöna delas in i två underarter med följande utbredning:
- Megapodius laperouse laperouse – förekommer lokalt i norra Marianerna, tidigare på Guam
- Megapodius laperouse senex – förekommer lokalt i Palauöarna (Karolinerna)

## Namn
Fågelns vetenskapliga artnamn hedrar Jean François de Galaup Comte de La Pérouse (1741–1788), kapten i franska flottan och upptäcktsresande i Stilla havet 1785-1788, skeppsbruten på Vanikoro, Santa Cruzöarna.

## Status och hot
Denna art har ett mycket litet och fragmenterat utbredningsområde samt en världspopulation som uppskattas bestå av endast 2 600–15 400 vuxna individer. Internationella naturvårdsunionen IUCN kategoriserar den därför som nära hotad.